# یواس‌اس دیل (۱۸۳۹)
یواس‌اس دیل (۱۸۳۹) (به انگلیسی: USS Dale (1839)) یک کشتی بود که طول آن ۱۱۷ فوت (۳۶ متر) بود. این کشتی در سال ۱۸۳۹ ساخته شد.